# Dosarul Revoluției de la Cluj

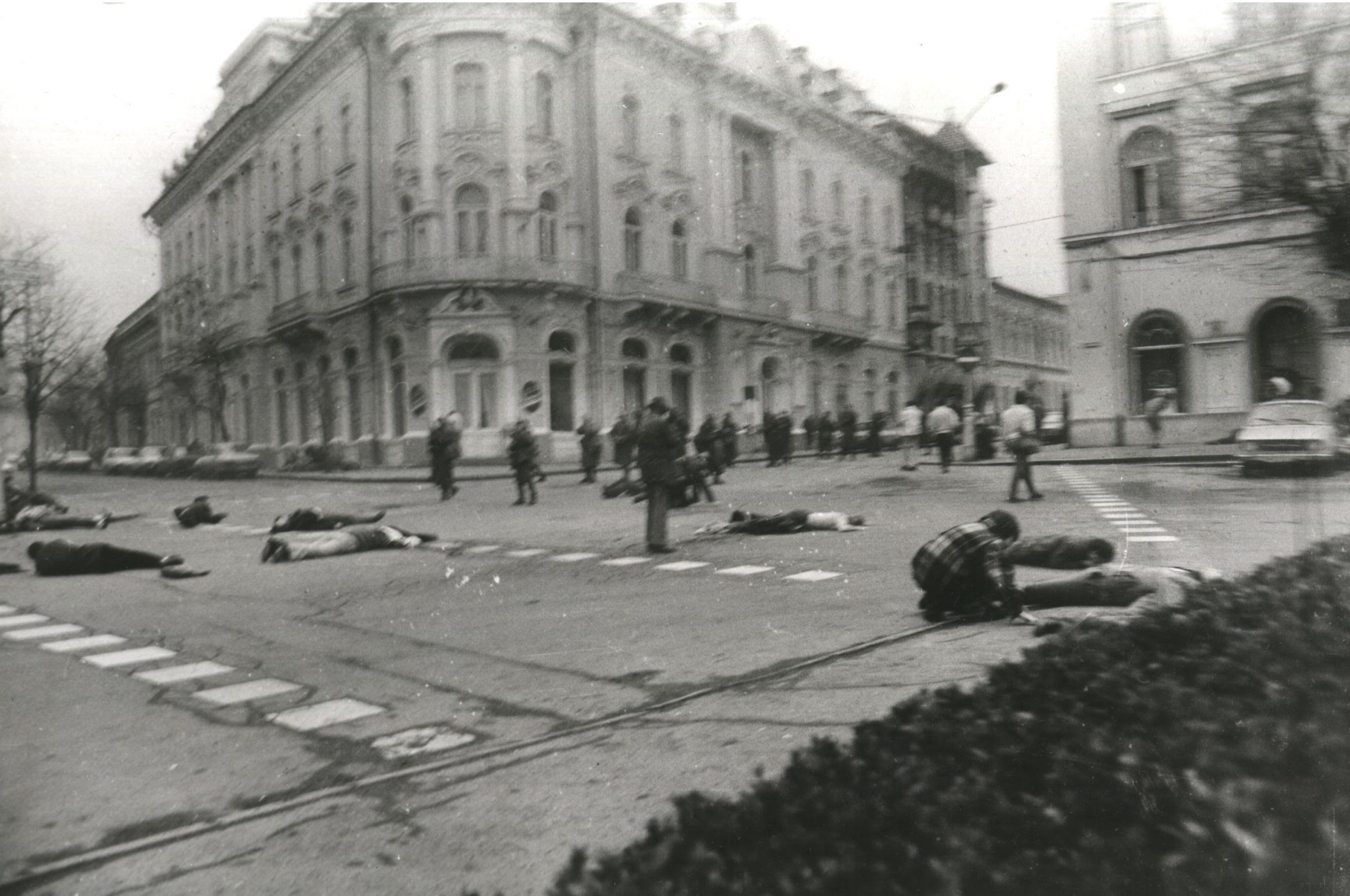
Morți și răniți în Piaţa Libertăţii din Cluj, 21 decembrie 1989

Dosarul Revoluției de la Cluj a fost deschis în anul 1990, pentru a stabili vinovăția pentru moartea și rănirea victimelor Revoluției din 1989 de la Cluj. În acel dosar penal au fost învinuiți prim-secretarul de partid Ioachim Moga, generalul Iulian Topliceanu, comandant al Armatei a IV-a Transilvania, generalul Ioan Șerbănoiu, comandant al Inspectoratului Județean al Ministerului de Interne, Constantin Nicolae, membru al Comitetului Politic Executiv, maiorul Valeriu Burtea și căpitanul Ilie Dicu.
În urma investigațiilor, cei învinuiți au fost scoși de sub urmărire penală, judecătorii stabilind că militarii au acționat în baza ordinelor primite de la Nicolae Ceaușescu și de la ministrul Apărării, generalul Vasile Milea, fapt care i-ar fi absolvit de vină. De asemenea, s-a susținut că deschiderea focului a fost provocată de manifestările violente ale civililor .
În anul 1997 procurorii militari de la Parchetul General au reluat anchetarea evenimentelor de la Cluj. Ca urmare, la data de 15 mai 1998, cei șase inculpați au fost trimiși în judecată pentru uciderea a 26 de revoluționari și rănirea altor 52, fiind acuzați de omor calificat și instigare la omor deosebit de grav. Generalul Topliceanu a fost dat în judecată pentru reprimarea manifestațiilor de la Cluj din decembrie 1989, soldată cu uciderea a 26 de persoane și rănirea altor 52. Printre cei care au fost audiați s-au numărat și generalul Viorel Bârloiu, pe atunci comandant al unităților de vânători de munte din Alba și Hunedoara. El a declarat, în fața Curții Supreme, că în zilele Revoluției a primit ordin de la generalul Iulian Topliceanu de a apăra Fabrica de armament Cugir, dar când a ajuns la obiectiv deja se înregistraseră "46-47 de împușcați", iar civilii luaseră armele de la milițieni .
La data de 9 aprilie 2003 s-a pronunțat prima sentință în dosarul uciderii manifestanților anticomuniști de la Cluj din decembrie 1989. Faptele comise de Iulian Topliceanu au fost prescrise, dar cei 52 de revoluționari nemulțumiți de sentință au formulat recurs. De asemenea, au formulat recurs și patru inculpați, printre care și generalul Iulian Topliceanu, nemulțumiți de faptul că în condițiile în care ei se consideră nevinovați, magistrații au apreciat că faptele lor s-au prescris și cerând achitarea lor.
În ședința publică din 23 mai 2005 Înalta Curte de Casație și Justiție, Secția Penală, l-a condamnat pe generalul Topliceanu (comandant al Armatei a IV-a în perioada Revoluției) pentru reprimarea manifestanților de la Cluj la următoarele pedepse :
- 10 ani închisoare, 5 ani interzicerea drepturilor prevăzute de art. 64 lit.a,b Cod penal și degradarea militară, prevăzută de art.67 Cod penal, pentru instigare la infracțiunea de omor deosebit de grav, prevăzută de art.25 raportat la art.174 alin.1, art.175 lit.e, art.176 lit.b, cu aplicarea art.75 lit.a, art.74, art.76 și art.13 din Codul penal, precum și
- 7 ani închisoare, 5 ani interzicerea drepturilor prevăzute de art.64 lit.a și b Cod penal și degradarea militară, prevăzută de art.67 Cod penal, pentru instigare la tentativă de omor deosebit de grav, prevăzută de art.25 raportat la art.20, art.174 alin.1, art.175 lit.e, art.176 lit.b, cu aplicarea art.75 lit.a, art.74, art.76 și art.13 din Codul penal.

În baza art.33 lit.a,b și art.34 lit.b Cod penal, Înalta Curte a contopit pedepsele în cea mai grea, de 10 ani închisoare, 5 ani interzicerea  drepturilor prevăzute de art.64 lit.a,b Cod penal și degradarea militară, cu aplicarea art.71 din Codul penal. De asemenea, generalul Topliceanu a fost condamnat să plătească importante sume de bani ca daune materiale și morale. Sentința este cu drept de recurs.
La data de 20 martie 2006 Înalta Curte de Casație de Justiție a dat sentința finală în procesul privindu-i pe cei implicați în reprimarea revoluției, la Cluj. Instanța a respins recursul acuzaților, emițând mandat de executare a pedepselor pe numele generalului (r) Iulian Topliceanu, fost comandant al Armatei a IV-a Transilvania, condamnat la zece ani de închisoare. A intrat la arest în mai 2006 și a executat aproximativ doi ani și trei luni din pedeapsa stabilită, fiind eliberat la 3 septembrie 2008 printr-o decizie de eliberarea condiționată emisă de Judecătoria Sectorului 5, decizie la care nu s-a făcut recurs.
Alți doi inculpați, colonelul Valeriu Burtea, fost comandant al unei unități militare din Florești, și lt.col. Ioan Cocan, au fost condamnați la câte 9 ani de închisoare, iar maiorul Ilie Dicu a fost condamnat la 15 ani de închisoare.
Ministerul Apărării și cei patru ofițeri condamnați au fost obligați, prin sentința din 2006, să plătească daune în valoare de 3.780.000 de lei (900.000 €) celor 83 de răniți și urmașilor lor. Ministerul Apărării a plătit despăgubirile și încearcă să recupereze banii de la foștii ofițeri găsiți vinovați de reprimările de la Cluj. Fostul general Iulian Topliceanu este somat în instanță de către MApN să plătească daune de aproximativ 1.480.000 de lei.
Sentința din februarie 2010 a Tribunalul București, care dispunea ca foștii ofițeri să plătească Ministerului Apărării sumele solicitate de acesta, a fost atacată de cei patru însă, în ianuarie 2010, Curtea de Apel București a menținut hotărârea Tribunalului. Acuzații făcând recurs și la această sentință, Dosarul se află acum la instanța supremă.
În martie 2011 Curtea Europeană a Drepturilor Omului a decis că autoritățile române au fost ineficiente în investigarea reprimării violente a demonstrațiilor anticomuniste de la Cluj, din 1989, ancheta prelungindu-se pe o perioadă de 12 ani, astfel că statul va plăti daune de peste 52.000 de euro unui număr de cinci reclamanți.